# Georgina Amorós
Georgina Amorós Sagrera (Barcelona, 30 de abril de 1998) es una actriz española. Es conocida por interpretar el papel de Cayetana en Élite y de Irene en Todas las veces que nos enamoramos, ambas de Netflix.

## Biografía
Amorós nació en Barcelona, España. Habla catalán, español, inglés y francés con fluidez,y dice que «no podría vivir» sin el mar y la costa. Es feminista y hace campaña contra la discriminación LGTBIQ+. Creó la campaña «Por un solo voto», que buscaba alentar a los jóvenes en España para que ejercieran su derecho al voto. Los vídeos de la campaña han presentado a varias coprotagonistas. En 2019, recibió amenazas de muerte en Twitter debido a su personaje en «Élite» y eliminó su cuenta.

## Carrera
Amorós ha dicho que comenzó a actuar muy temprano en pequeñas producciones y que tuvo que ser arrastrada al final porque lo disfrutaba mucho. Cuando tenía 17 años, se mudó a Los Ángeles, Estados Unidos, para estudiar actuación.  En 2016 debutó en cine con la película Tini: El gran cambio de Violetta y un año después participó en el largometraje español de comedia Es por tu bien, en el elenco principal. Desde 2017 ha trabajado en varias series de Netflix, incluyendo Benvinguts a la familia, producción de TV3 , donde tuvo su primer papel principal como Àlex. La historia de la temporada 2 de su personaje fue objeto de burlas en un video de la red catalana TV3 que lo llamó una "trama amorosa". De sus trabajos, ha dicho que es la más orgullosa de Benvinguts a la fàmilia, su único trabajo en catalán, por lo mucho que aprendió. También participó en el drama de la prisión Vis a vis en su última temporada, interpretando a Fatima Amir, la hija del personaje de Najwa Nimri.
En 2019, se unió al elenco de la serie de Netflix, Élite, interpretando a Cayetana, la hija de la limpiadora de la escuela que también tiene una beca allí. El personaje, que influye en las redes sociales, explora cómo las personas no siempre son lo que parecen en línea (los diversos personajes del programa no son lo que parecen de diferentes maneras); Amorós dice que su personaje es "aparentemente feliz pero tiene muchos niveles". Los medios de comunicación comparan a Cayetana con la propia Amorós, señalando que la actriz comparte fotos poco halagüeñas en Instagram y usa su popularidad para promover causas. También en 2019, participó en la película Rifkin's Festival de Woody Allen, que se estrenó en 2020, una oportunidad que le entusiasmó después de haber visto Vicky Cristina Barcelona y saber que el director de Hollywood había estado en su ciudad natal, Barcelona. En esta película actúa en inglés.
Su primer proyecto para 2022 fue la película Código emperador, un thriller donde interpreta a Marta, y donde comparte protagonismo junto a Luis Tosar y Alexandra Masangkay. En 2023 protagonizó la serie de comedia romántica Todas las veces que nos enamoramos, de los mismos creadores de Élite, junto a Franco Masini para Netflix. Ese mismo año participó en la película biográfica La última noche de Sandra M., interpretando a Inma de Santis. En 2024 estrenó en el Festival de Málaga la película Puntos suspensivos, dirigida por David Marqués. En junio del mismo año, protagonizó la serie de misterio Segunda muerte para Movistar+, donde interpreta a Sandra Ortiz, una joven auxiliar de guardia civil que halla un cadáver.

## Filmografía

### Cine
| Año  | Título                           | Personaje       | Dirección                     |
| ---- | -------------------------------- | --------------- | ----------------------------- |
| 2004 | Febrer                           | Niña            | Sílvia Quer                   |
| 2012 | Lemmings (cortometraje)          | Diana           | Almudena Monzú y Álex Ríos    |
| 2013 | Adri (cortometraje)              | Adri            | Estibaliz Urresola Solaguren  |
| 2016 | Tini: El gran cambio de Violetta | Eloísa Martínez | Juan Pablo Buscarini          |
| 2017 | Es por tu bien                   | Marta           | Carlos Therón                 |
| 2020 | Rifkin's Festival                | Delores         | Woody Allen                   |
| 2021 | Berenàveu a les fosques          | Montserrat      | Sílvia Quer y Abigail Schaaff |
| 2022 | Código emperador                 | Marta           | Jorge Coira                   |
| 2023 | La última noche de Sandra M.     | Inma de Santis  | Borja de la Vega              |
| 2024 | Puntos suspensivos               | Adriana         | David Marqués                 |

### Televisión
| Año       | Título                                        | Rol                      | Notas                                            |
| --------- | --------------------------------------------- | ------------------------ | ------------------------------------------------ |
| 2005      | Más que hermanos                              | Cristina                 | Telefilme                                        |
| 2008      | Mà morta truca a la porta                     | Nora                     | Telefilme                                        |
| 2014      | Velvet                                        | Ana (adolescente)        | 4 episodios                                      |
| 2015      | Bajo sospecha                                 | Emilia «Emi» Vega Castro | Reparto principal, 8 episodios (temporada 1)     |
| 2015      | Águila Roja                                   | Jimena                   | 3 episodios                                      |
| 2016      | Seis hermanas                                 | Lorenza                  | 7 episodios                                      |
| 2018–2019 | Benvinguts a la família                       | Alexandra «Àlex» Argenté | Reparto principal, 26 episodios                  |
| 2018–2019 | Vis a vis                                     | Fátima Amin              | 5 episodios (temporada 4)                        |
| 2019–2022 | Élite                                         | Cayetana Grajera Pando   | Reparto principal, 31 episodios (temporadas 2-5) |
| 2021      | Élite: Historias Breves: Guzmán Caye Rebe     | Cayetana Grajera Pando   | Reparto principal, 3 episodios                   |
| 2021      | Élite: Historias Breves: Phillipe Caye Felipe | Cayetana Grajera Pando   | Reparto principal, 3 episodios                   |
| 2021      | Élite: Historias Breves: Samuel Omar          | Cayetana Grajera Pando   | 1 episodio                                       |
| 2023      | Todas las veces que nos enamoramos            | Irene Lamala Cabezudo    | Protagonista; 8 episodios                        |
| 2024      | Segunda muerte                                | Sandra Ortiz             | Protagonista; 6 episodios                        |